# Psalliota
Psalliota is een geslacht van schimmels behorend tot de familie Agaricaceae.

## Soorten
Volgens Index Fungorum telt het geslacht 35 soorten (peildatum oktober 2023):
| Soortnaam                  | Auteur(s)                  | Publicatiejaar |
| -------------------------- | -------------------------- | -------------- |
| Psalliota alachuana        | Murrill                    | 1938           |
| Psalliota albovelutina     | Rick                       | 1961           |
| Psalliota aromatica        | Velen.                     | 1939           |
| Psalliota aurantioviolacea | R. Heim                    | 1968           |
| Psalliota autumnalis       | Velen.                     | 1921           |
| Psalliota bivelata         | Velen.                     | 1921           |
| Psalliota bohemica         | Beneš                      | 1934           |
| Psalliota bulbosa          | Velen.                     | 1939           |
| Psalliota calcarea         | Velen.                     | 1921           |
| Psalliota cervinifolia     | Zeller                     | 1933           |
| Psalliota chrysopus        | Beck                       | 1921           |
| Psalliota collivaga        | Velen.                     | 1921           |
| Psalliota cylindrica       | Velen.                     | 1939           |
| Psalliota depressa         | Velen.                     | 1947           |
| Psalliota duriuscula       | Velen.                     | 1947           |
| Psalliota exannulata       | Velen.                     | 1921           |
| Psalliota lateritia        | Velen.                     | 1921           |
| Psalliota lepiotoides      | R. Schulz                  | 1924           |
| Psalliota ludmilae         | Velen.                     | 1939           |
| Psalliota marcellina       | Rick                       | 1961           |
| Psalliota minuta           | Velen.                     | 1921           |
| Psalliota mixta            | A. Pearson                 | 1951           |
| Psalliota nemoralis        | R. Sandor                  | 1958           |
| Psalliota odoratissima     | Velen.                     | 1921           |
| Psalliota pequinii         | Jul. Schäff.               | 1932           |
| Psalliota phaeocephala     | Beck                       | 1921           |
| Psalliota pilatii          | Velen.                     | 1939           |
| Psalliota praemagniceps    | Murrill                    | 1938           |
| Psalliota pseudarvensis    | Passecker                  | 1932           |
| Psalliota rosea            | Velen.                     | 1939           |
| Psalliota squamulosa       | Velen.                     | 1921           |
| Psalliota staminea         | Jul. Schäff. & F.H. Møller | 1938           |
| Psalliota suaveolens       | Velen.                     | 1947           |
| Psalliota umbrosa          | Velen.                     | 1947           |
| Psalliota xerophila        | Velen.                     | 1921           |